# Monte Zuoli
Il monte Zuoli (altezza 400 m) è una collina situata alla periferia di Omegna, al confine con il comune di Nonio.
Alla sua sommità vi è una sezione del Parco della Fantasia di Gianni Rodari con i Giardini della Torta in Cielo.

## Storia
Su un vasto affioramento roccioso, in zona panoramica, risultano scavate una ventina di coppelle di diametro ampio. Nelle vicinanze si trova inoltre un masso inclinato, la cui superficie liscia pare il risultato di strofinamento. Secondo la tradizione la roccia era utilizzata dalle donne che, ricercando una gravidanza, vi si lasciavano scivolare. È peraltro attestato anche un uso da parte dei ragazzi a scopo ludico.
Il complesso, sulla cui datazione e interpretazione sono state avanzate diverse ipotesi, può essere fatto rientrare nell'ambito dell'arte rupestre, in particolar modo nel fenomeno, alquanto problematico, dei massi coppellati.